# Hopin
Hopin (birman ဟိုပင်မြို့) est une ville du nord de la Birmanie (République de l'Union du Myanmar). Elle se trouve dans l'État de Kachin, sur la ligne de chemin de fer Mandalay-Myitkyina, à 1200 km au nord de Rangoon et à 43,5 par la route du Lac Indawgyi.